# Marathon de Nairobi
Le marathon de Nairobi (officiellement Standard Chartered Nairobi Marathon du nom du sponsor-titre Standard Chartered) est une épreuve de course à pied sur route de 42,195 km se déroulant à Nairobi, au Kenya. Il a été créé en 2003.

## Histoire
Le marathon voit le jour en 2003, lorsque Athletics Kenya (en) souhaite voir un marathon d'importance internationale organisé à domicile afin de découvrir de nouveaux talents sur l'épreuve et de promouvoir le tourisme au Kenya. Ils trouvent le soutien nécessaire avec la banque Standard Chartered et le Conseil municipal de Nairobi. L'ancien entraîneur de l'équipe nationale John Velzian est nommé directeur de la course et il se charge de tracer le parcours de 42,195 kilomètres à travers les rues de Nairobi,. La première édition a lieu le 25 octobre 2003 et se déroule dans des conditions peu idéales. Le chronométrage est encore effectué de manière manuelle, le parcours est difficilement sécurisé, particulièrement dû au fait que la population n'est pas enthousiaste à l'idée de voir les routes interdites à la circulation,. 6 000 coureurs y prennent le départ. Philip Kirui et Alice Chelangat sont les premiers vainqueurs.
L'événement s'ancre peu à peu dans les coutumes locales et devient un événement majeur de la ville de Nairobi. La participation augmente sensiblement avec 16 000 participants en 2006, toutes distances confondues. 
En 2005, la course intègre la série de marathons The Greatest Race on Earth organisée par Standard Chartered avec les marathons de Bombay, de Singapour et de Hong Kong. Afin d'attirer un grand nombre de coureurs, l'organisateur offre un total de 1 500 000 dollars de dotations aux participants.
Comme espéré à ses débuts, l'événement permet de découvrir de nouveaux talents. Luke Kibet fait ses armes sur la compétition avant de remporter le titre de champion du monde du marathon 2007. Après avoir décroché son premier podium en 2005, Irene Jerotich Kosgei s'impose en 2009, en battant le record du parcours en 2 h 28 min 47 s. Elle remporte le marathon des Jeux du Commonwealth l'année suivante.
Les éditions 2013 et 2015 sont entachées par des scandales de triche. En 2013, Selina Ariong'onyang est disqualifiée après avoir pris un raccourci pour terminer devant la gagnante Winfridah Kwamboka. En 2015, le coureur Julius Njogu franchit la ligne d'arrivée en second, peu de temps après le vainqueur Joshua Kipkoror. Comme il ne montre ni signe de fatigue, ni transpiration contrairement aux autres coureurs, très vite des soupçons se posent sur lui. Le directeur de course, Ibrahim Hussein, déclare avoir suivi attentivement la tête de course et n'avoir pas vu Julius Njogu parmi le peloton de tête. Il est disqualifié de le course et est arrêté par la police pour tentative de fraude,.
L'édition 2020 est annulée en raison de la pandémie de Covid-19.

## Parcours
Le départ du parcours de l'édition 2022 est donné sur l'autoroute Southern Bypass à proximité du parc Uhuru Gardens (en). Le parcours suit l'autoroute en direction de l'ouest puis quitte l'autoroute peu avant l'échangeur avec la Nairobi Expressway. Le parcours suite la route qui longe l'autoroute jusqu'au parc industriel de Hari avant de faire demi-tour. Le parcours reprend la Southern Bypass dans l'autre sens jusqu'au pont de Kibera avant de revenir en arrière. L'arrivée est donnée au parc Uhuru Gardens,.

## Vainqueurs

### Marathon
| Année | Hommes                                              | Pays                                                | Temps                                               |                                                     | Femmes                                              | Pays                                                | Temps                                               |
| 2003  | Philip Kirui                                        | Kenya                                               | 2 h 15 min 40 s                                     | Alice Chelangat                                     | Kenya                                               | 2 h 41 min 27 s                                     |                                                     |
| 2004  | Benjamin Kemboi                                     | Kenya                                               | 2 h 11 min 50 s                                     | Chimokil Chilapong                                  | Kenya                                               | 2 h 39 min 9 s                                      |                                                     |
| 2005  | Samson Barmao                                       | Kenya                                               | 2 h 12 min 15 s                                     | Caroline Kilel                                      | Kenya                                               | 2 h 36 min 8 s                                      |                                                     |
| 2006  | Hosea Rotich                                        | Kenya                                               | 2 h 10 min 17 s                                     | Irene Jerotich Kosgei                               | Kenya                                               | 2 h 32 min 42 s                                     |                                                     |
| 2007  | John Thuita                                         | Kenya                                               | 2 h 15 min 50 s                                     | Rose Chesire                                        | Kenya                                               | 2 h 44 min 14 s                                     |                                                     |
| 2008  | Samson Tuiyange                                     | Kenya                                               | 2 h 10 min 30 s                                     | Emmah Kiruki                                        | Kenya                                               | 2 h 33 min 42 s                                     |                                                     |
| 2009  | Moses Kigen                                         | Kenya                                               | 2 h 10 min 12 s                                     | Irene Jerotich Kosgei                               | Kenya                                               | 2 h 28 min 57 s                                     |                                                     |
| 2010  | David Barmasai Tumo                                 | Kenya                                               | 2 h 10 min 31 s                                     | Helena Kirop                                        | Kenya                                               | 2 h 31 min 11 s                                     |                                                     |
| 2011  | Ernest Kebenei                                      | Kenya                                               | 2 h 10 min 55 s                                     | Margaret Toroitich                                  | Kenya                                               | 2 h 30 min 17 s                                     |                                                     |
| 2012  | Wesley Langat                                       | Kenya                                               | 2 h 10 min 40 s                                     | Alice Chelangat                                     | Kenya                                               | 2 h 28 min 4 s                                      |                                                     |
| 2013  | Kenneth Mburu Mungara                               | Kenya                                               | 2 h 11 min 40 s                                     | Winfrida Kwamboka                                   | Kenya                                               | 2 h 33 min 18 s                                     |                                                     |
| 2014  | Peter Kosgei                                        | Kenya                                               | 2 h 12 min 24 s                                     | Edith Irungu                                        | Kenya                                               | 2 h 32 min 2 s                                      |                                                     |
| 2015  | Joshua Kipkorir                                     | Kenya                                               | 2 h 13 min 25 s                                     | Elizabeth Rumokol                                   | Kenya                                               | 2 h 29 min 32 s                                     |                                                     |
| 2016  | Robert Kipkemboi                                    | Kenya                                               | 2 h 13 min 27 s                                     | Jane Jelagat Seurey                                 | Kenya                                               | 2 h 34 min 18 s                                     |                                                     |
| 2017  | Brimin Kipkorir Misoi                               | Kenya                                               | 2 h 12 min 39 s                                     | Celestine Chepchirchir                              | Kenya                                               | 2 h 31 min 41 s                                     |                                                     |
| 2018  | Elisha Kiprop Barno                                 | Kenya                                               | 2 h 14 min 16 s                                     | Josephine Metto Chepkoech                           | Kenya                                               | 2 h 33 min 11 s                                     |                                                     |
| 2019  | Brimin Kipkorir Misoi                               | Kenya                                               | 2 h 10 min 43 s                                     | Purity Jebichii                                     | Kenya                                               | 2 h 30 min 34 s                                     |                                                     |
| 2020  | Course annulée en raison de la pandémie de Covid-19 | Course annulée en raison de la pandémie de Covid-19 | Course annulée en raison de la pandémie de Covid-19 | Course annulée en raison de la pandémie de Covid-19 | Course annulée en raison de la pandémie de Covid-19 | Course annulée en raison de la pandémie de Covid-19 | Course annulée en raison de la pandémie de Covid-19 |
| 2021  | Adera Amollo                                        | Kenya                                               | 2 h 5 min 30 s                                      | Valentine Kipketer                                  | Kenya                                               | 2 h 30 min 2 s                                      |                                                     |
| 2022  | Elias Chelimo                                       | Kenya                                               | 2 h 10 min 22 s                                     | Sheila Chepkech                                     | Kenya                                               | 2 h 27 min 4 s                                      |                                                     |
| 2023  | Alfonce Kigen                                       | Kenya                                               | 2 h 10 min 18 s                                     | Evaline Chirchir                                    | Kenya                                               | 2 h 24 min 31 s                                     |                                                     |
| 2024  | Ronald Kimeli Kurgat                                | Kenya                                               | 2 h 13 min 5 s                                      | Gladys Chemutai                                     | Kenya                                               | 2 h 31 min 52 s                                     |                                                     |

 Record de l'épreuve

### Semi-marathon
| Année | Hommes                                              | Pays                                                | Temps                                               |                                                     | Femmes                                              | Pays                                                | Temps                                               |
| 2004  | Evans Cheruiyot                                     | Kenya                                               | 1 h 4 min 21 s                                      | Rita Jeptoo                                         | Kenya                                               | 1 h 16 min 24 s                                     |                                                     |
| 2005  | Charles Kiama                                       | Kenya                                               | 1 h 1 min 34 s                                      | Lineth Chepkurui                                    | Kenya                                               | 1 h 13 min 33 s                                     |                                                     |
| 2006  | Philemon Baaru                                      | Kenya                                               | 1 h 1 min 21 s                                      | Beatrice Rutto                                      | Kenya                                               | 1 h 10 min 49 s                                     |                                                     |
| 2007  | Moses Kigen                                         | Kenya                                               | 1 h 5 min 58 s                                      | Alice Serser                                        | Kenya                                               | 1 h 18 min 4 s                                      |                                                     |
| 2008  | Peter Chesang                                       | Kenya                                               | 1 h 2 min 23 s                                      | Paskalia Chepkorir Kipkoech                         | Kenya                                               | 1 h 11 min 7 s                                      |                                                     |
| 2009  | Ernest Kebenei                                      | Kenya                                               | 1 h 1 min 54 s                                      | Magdaline Chemjor                                   | Kenya                                               | 1 h 12 min 18 s                                     |                                                     |
| 2010  | Michael Kiprop                                      | Kenya                                               | 1 h 2 min 15 s                                      | Chemtah Rionutukei                                  | Kenya                                               | 1 h 12 min 47 s                                     |                                                     |
| 2011  | Dennis Kipruto Kimetto                              | Kenya                                               | 1 h 1 min 31 s                                      | Elizabeth Chelagat                                  | Kenya                                               | 1 h 12 min 10 s                                     |                                                     |
| 2012  | Mathew Kiprotich                                    | Kenya                                               | 1 h 2 min 19 s                                      | Paskalia Chepkorir Kipkoech                         | Kenya                                               | 1 h 8 min 12 s                                      |                                                     |
| 2013  | Solomon Mutai                                       | Ouganda                                             | 1 h 2 min 55 s                                      | Correti Jepkoech                                    | Kenya                                               | 1 h 11 min 52 s                                     |                                                     |
| 2014  | Barselius Kipyego                                   | Kenya                                               | 1 h 3 min 12 s                                      | Lydia Wafula                                        | Kenya                                               | 1 h 14 min 52 s                                     |                                                     |
| 2015  | Patrick Kipngeno                                    | Kenya                                               | 1 h 2 min 42 s                                      | Elizabeth Rumokol                                   | Kenya                                               | 1 h 11 min 17 s                                     |                                                     |
| 2016  | Reuben Limaa                                        | Kenya                                               | 1 h 2 min 53 s                                      | Betty Lombus                                        | Kenya                                               | 1 h 12 min 26 s                                     |                                                     |
| 2017  | Felix Kibitok                                       | Kenya                                               | 1 h 3 min 26 s                                      | Valary Jemeli Aiyabei                               | Kenya                                               | 1 h 11 min 4 s                                      |                                                     |
| 2018  | Mathew Kiprotich Kimutai                            | Kenya                                               | 1 h 4 min 57 s                                      | Valary Jemeli Aiyabei                               | Kenya                                               | 1 h 12 min 6 s                                      |                                                     |
| 2019  | Andrew Kwemoi                                       | Kenya                                               | 1 h 1 min 51 s                                      | Sheila Chepkirui                                    | Kenya                                               | 1 h 11 min 51 s                                     |                                                     |
| 2020  | Course annulée en raison de la pandémie de Covid-19 | Course annulée en raison de la pandémie de Covid-19 | Course annulée en raison de la pandémie de Covid-19 | Course annulée en raison de la pandémie de Covid-19 | Course annulée en raison de la pandémie de Covid-19 | Course annulée en raison de la pandémie de Covid-19 | Course annulée en raison de la pandémie de Covid-19 |
| 2021  | Vincent Ngetich Kipkemoi                            | Éthiopie                                            | 1 h 1 min 46 s                                      | Perine Oltaruesh                                    | Kenya                                               | 1 h 13 min 0 s                                      |                                                     |
| 2022  | Daniel Ebenyo                                       | Kenya                                               | 1 h 0 min 50 s                                      | Evaline Chirchir                                    | Kenya                                               | 1 h 9 min 58 s                                      |                                                     |
| 2023  | Justus Kiprop                                       | Kenya                                               | 1 h 2 min 39 s                                      | Jackline Chelal                                     | Kenya                                               | 1 h 11 min 18 s                                     |                                                     |
| 2024  | Vincent Mutai                                       | Kenya                                               | 1 h 3 min 27 s                                      | Gladys Koech                                        | Kenya                                               | 1 h 12 min 10 s                                     |                                                     |

 Record de l'épreuve